# Versace (Migos)
Versace è il singolo di debutto del trio hip hop statunitense Migos. È stato pubblicato l'8 luglio 2013 dalla Quality Control Music, 300 Entertainment e Atlantic Records.
Dopo un remix della canzone realizzato dal rapper canadese Drake, la canzone è diventata popolare e ha raggiunto il numero 99 nella Billboard Hot 100 negli Stati Uniti.

## Produzione
La traccia, inclusa nel mixtape di debutto del trio, YRN (Young Rich Niggas), è stata prodotta da Zaytoven.
Il ritmo del brano, prodotto da Zaytoven, era stato precedentemente creato per Soulja Boy, che lo ha utilizzato per il brano OMG Part 2 due anni prima, nel 2011.

## Video musicale
Il video musicale ufficiale, diretto da Gabriel Hart, è stato pubblicato su YouTube il 30 settembre 2013. Nel video i Migos e Zaytoven si trovano in una dimora di lusso e indossano abiti e accessori di Versace. Il video presenta anche uno snippet del secondo singolo dei Migos: Hannah Montana. A gennaio 2020, il videoclip conta oltre 35 milioni di visualizzazioni su YouTube.

## Remix
Un remix del brano, seguito da un video musicale, è stato pubblicato dal pugile professionista Adrien Broner. Anche il rapper americano Johnny Polygon ha registrato un remix del brano che ha intitolato Old Navy. Oltre a loro anche Tyga, Kap G, Swag Man e Why SL Know Plug hanno creato le loro versioni remixate del brano.

## Classifiche

### Classifiche settimanali
| Classifica (2013)         | Posizione massima |
| ------------------------- | ----------------- |
| Stati Uniti               | 99                |
| Stati Uniti (R&B/Hip hop) | 31                |

### Classifiche di fine anno
| Classifica (2013)         | Posizione |
| ------------------------- | --------- |
| Stati Uniti (R&B/Hip hop) | 99        |

## Cronologia delle pubblicazioni
| Stato       | Data           | Formato           | Etichetta             |
| ----------- | -------------- | ----------------- | --------------------- |
| Stati Uniti | 1 ottobre 2013 | Download digitale | Quality Control Music |